# Stowarzyszenie Artystów Wykonawców Utworów Muzycznych i Słowno-Muzycznych
Stowarzyszenie Artystów Wykonawców Utworów Muzycznych i Muzyczno-słownych (SAWP) — stowarzyszenie, zajmujące się zarządzaniem prawami pokrewnymi do praw autorskich wykonawców utworów.
Decyzją Ministra Kultury 1 lutego 1995 wydano stowarzyszeniu zezwolenie na zbiorowe zarządzanie prawami pokrewnymi do artystycznych wykonań utworów muzycznych i słowno muzycznych, w tym do pobierania wynagrodzenia na następujących polach eksploatacji:
1. utrwalenie,
2. zwielokrotnianie określoną techniką egzemplarzy artystycznych wykonań, w tym zapisu magnetycznego oraz techniką cyfrową,
3. wprowadzenie do obrotu,
4. najem oraz użyczenie,
5. odtwarzanie,
6. nadawanie,
7. reemitowanie,
8. publiczne udostępnianie artystycznego wykonania w taki sposób, aby każdy mógł mieć do niego dostęp w miejscu i w czasie przez siebie wybranym.

W ramach działalności SAWP inkasuje i rozdziela opłaty z tytułu korzystania z utrwalonych artystycznych wykonań swoich członków oraz pobiera opłaty od producentów i importerów urządzeń i czystych nośników służących reprodukowaniu artystycznych wykonań utworów w ramach użytku osobistego.